# Григорий Сковорода
Григорий Савич Сковорода (на украински: Григорій Савич Сковорода; на руски: Григорий Саввич Сковорода́, 3 декември 1722, Чернухи, Лубнински полк, Казашко хетманство - 9 ноември 1794, Ивановка, Харьковска губерния, Руска империя) е украински източнославянски философ, поет, педагог и композитор. Прадядо на руския философ Владимир Соловьов.

## Биография
Роден в бедно казашко семейство на 3 декември 1722 г. Завършва Киево-Могилянската академия и отива като певец в императорския хор в Санкт Петербург. Няколко години пребивава в чужбина (Полша, Унгария, Австрия, Германия, Италия). През 1750 и 1751 г. преподава поетика в Переяславската семинария в Украйна. След това от 1753 до 1759 г. е домашен учител, а от 1759 до 1769 г. е преподавател по поетика, гръцки, синтаксис и етика в Харков. Сковорода е бил композитор и автор на много литургически песни. Починал на 9 ноември 1794 г.

## Творчество
Сборници с песни и басни
- Байки Харківські — сборник от 30 басни, публикуван за първи път посмъртно през 1837 г.
- Сад божественних пісень, що проросли із зерен Святого Письма — сборник от 30 песни, публикуван за първи път посмъртно през 1861 г.

Песни и алегории
- De Libertate
- Fabula
- Fabula de Tantalo
- Фабула
- Разговор о премудрости
- Все лице морщиш, печалей всегда ты
- Похвала астрономіи
- О delicati blanda etc
- In natalem Jesu
- Est quaedam maerenti flere voluptas
- Quid est virtus?
- Epigramma
- Similitudines ex Virg(ilio) 2 Aeneid(a)e
- In natalem Basilii Tomarae
- In natalem Bilogrodensis episcopi
- De sacra caena, seu aeternitate
- De umbratica voluptate

Трактати. Диалози
- Убуждшеся видѣша славу его (1765–1766)
- Да лобжет мя от лобзаній уст своих! (1765–1766)
- Начальная дверь ко христіанскому добронравію (1766)
- Наркісс. Разглагол о том: узнай себе (1767)
- Симфоніа, нареченная Книга Асхань о познаніи самого себе (1767)
- Бесѣда, нареченная двое, о том, что блаженным быть легко
- Бесѣда 1-я, нареченная Observatorium (СІОН)
- Бесѣда 2-я, нареченная Observatorium Specula
- Діалог, или разглагол о древнем мірѣ (1772)
- Разговор пяти путников о истинном щастіи в жизни № 91; Разговор дружескій о душевном мирѣ № 93
- Кольцо (1773–1774)
- Разговор, называемый алфавит, или букварь мира (1774)
- Книжечка, называемая Silenus Alcibiadis, сирѣчь Икона Алківіадская
- Книжечка о чтеніи священн[аго] писанія, нареченна Жена Лотова
- Брань архистратига Михаила со Сатаною о сем: легко быть благим
- Пря бѣсу со Варсавою
- Благодарный Еродій
- Убогій Жайворонок
- Діалог. Имя ему — Потоп зміин

Преводи от латински и старогръцки език
- Ода (Sidronius Hosschius)
- О старости (Цицерон)
- О спокойствии души (Плутарх)

## За него
- Татяна Шевчук. Факты и мифы о заграничном периоде жизни Г. Сковороды. – В: 35 години катедра „Обща и сравнителна литературна история“ Великотърновски университет. Велико Търново, 2010.

## Филмография
- Игрален филм „Григорий Сковорода“, филмова студия „Александър Довженко“, 1958. Режисьор Иван Кавалеридзе.
- Документален филм „Открий себе си“, Украйна, 1972. Режисьор Роланд Сергиенко.
- „И светът не ме разбра...“ Филмово студио О. П. Довженко, СТО „Дебют“, 2004. Режисьор Юрий Зморович и Анатолий Кучеренко. Сценарист Игор Лапински.
- Телевизионен филм „Григорий Сковорода“ от проекта „Великите украинци“. Украйна, 2008. Режисьор Алексей Лябах. Сценаристи Иларион Павлюк и Алексий Бобровников. Водещ Остап Ступка.
- „Григорий Сковорода“ от поредицата „Лица на украинската история“, НТК на Украйна, 7 юни 2011.
- Документален телевизионен филм „Непознатият Сковорода“, НТК на Украйна, 2013. Автор и режисьор на филма Елена Хмирова.